# Tii (singolo)
Tii è l'unico singolo del gruppo musicale estone Neiokõsõ, pubblicato nel 2004 dalla Global Music Group.
Il brano è stato scritto in lingua võro da Aapo Ilves e composto da Priit Pajusaar e Glen Pilvre.

## Promozione

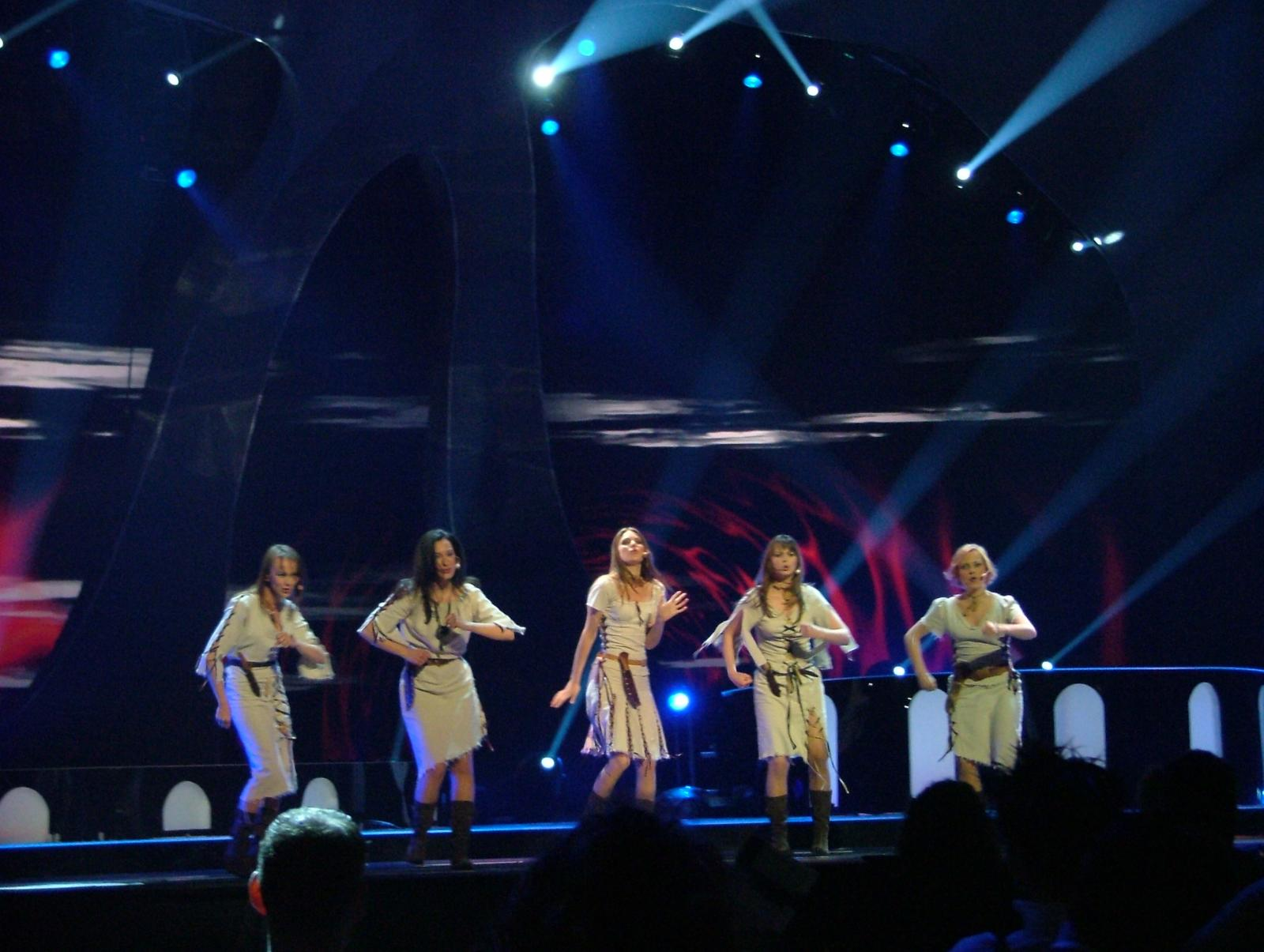
Il gruppo mentre si esibisce sulle note del brano alle prove delle semifinali per l'Eurovision Song Contest, 11 maggio 2004

Il gruppo si è presentato con Tii all'Eurolaul 2004, vincendo la competizione e ottenendo il diritto di rappresentare l'Estonia all'Eurovision Song Contest 2004 di Istanbul, in Turchia.
Esibitesi al 17º posto nell'unica semifinale, le Neiokõsõ si sono classificate all'11º posto con 65 punti, non qualificandosi per la finale.